# Жешља
Жешља (Acer tataricum L.) име рода је латински назив за јавор, али истовремено је и придев: ācer, ācris, ācre који значи оштар, оштра, оштро вероватно због оштро зашиљених режњева листа већине јавора. Епитет врсте tataricum (татарско) означава део ареала који обухвата и Татарстан. Опиз (Philipp Maximilian Opiz) чешко немачки шумар и ботаничар увео је назив рода Euacer (префикс eu- значи прави) половином XIX века који је кратко употребљаван за више врста јавора. Епитет другог синонима cordifolium значи срцастог листа, што је карактеристика ове врсте.
Симовић, поред назива жешља, наводи још 15 назива: гладеж, држљика, жест, жестика, жестиковина, жестила, жестило, жешљика, паслиска, устава, чешља, чешљика, џастил, џешља, џешљика.

## Опис врсте
Листопадно дрво III реда или велики жбун, ретко пређе висину од 12 m и пречник од 80 cm, неправилно разгранате круне. Корен је срцаст, добро развијен. Кора је светлосмеђа, танка, дуго глатка, касније плитко уздужно испуца. Пупољци су ситни, дуги до 3 mm, тамноцрвени, јајасти.
Листови су наспрамни, прости, издужено јајасти, дуги 5–10 cm, широки 3–7 cm, са срцастом основом, кратко зашиљени, двоструко и неравномерно тестерасти, понекад неупадљиво режњевити, са перастом нерватуром, адаксијално тамнозелени и голи, абаксијално свјетлији, на црвенкастим, око 2–5 cm дугим дршкама.
Усправна, око 5–10 cm дуга, овална метлица (слична грозду) формира се на врху олисталог изданка. Цветови су једнодоми, беличасти пречника око 6 mm, мирисни. Цветна дршка и чашица скоро голи, круница беличаста, плодник маљав. Цвета после листања у мају-јуну.
Почиње да рађа око 5. године. Појединачне орашице дуге 20–30 mm са криоцем, голе. Крила плода мало отклоњена, њихове леђне линије склапају оштар угао. Леђна линија благо савијена, криоце најшире у близини врха. Перикарп тамноцрвенкастосмеђ, издужен, стиснут, бочне стране глаткије, слабо жиличасте. Трбушни шав линеаран, са паралелним ивицама. Криоца светлије боје, у младости црвенкаста. Плодови сазревају у септембру-октобру и остају на гранама до краја године. У 1 hl има око 15 kg орашица. Од 100 kg сировине може се добити око 75 kg сетвеног материјала. У једном kg има око 20.000 зрна.
Семе до 6 mm дуго, округласто-овално, стиснуто. Клијавост свежег семена је око 60-80%, семе задржава способност клијања 18 месеци.
Клијање епигеично. Котиледони овални, 12–16 mm дуги, 5–8 mm широки, заобљеног врха, при основи сужени, скоро седећи. Примарни листови јајасти, назубљени, зашиљеног врха, срцолике основе, слични типичним.

## Ареал
Припада арало-каспијском елементу, чије су врсте заузеле велики ареал после повлачења Панонског мора. Од природе се јавља као споредна, стаблимично примешана врста у шумама Србије, Мађарске, Хрватске, Славоније, Турске, а нарочито јужном делу Русије и даље до Урала; нема је у западној и севеној Европи. Код нас се јавља у низијским шумама у појасу топлољубивих храстова и у лужњаковим шумама: на стаништима лужњака-јасена, китњака- граба и цера-сладуна. Нарочито је честа у шумама лужњака-јасена (асоцијација Querco-Fraxinetum Rud.) и у шумама цера-сладуна (асоцијација Ouercetum farnettо-cerris Rud.) и то најчешће са: Fraxinus oxycarpa, Qercus robur, Quercus cerris, Q. conferta, Acer campestris, Ulmus campestris, Crataegus spp. и другим врстама.

## Биоеколошке карактеристике
Нема посебних захтева према типу земљишта; највише јој одговара влажно и умерено плодно, добро дренирано, pH 6-7,5, али подноси и тешко глиновито збијено тло. Понекад се може развити хлороза као резултат недостатка гвожђа када се биљке узгајају на алкалним тлима. Отпорна је на сушу, на ниске температуре до -40 °C и на загађења у граду. Погодује јој сунчана позиција или полусенка. Прилично добро подноси сувоћу и заслањеност земљишта. У младости, брзо расте. Према неким биљкама испољава алелопатске односе.

## Значај
У хортикултури и пејзажној архитектури налази примену у појединачној садњи, масивима и дрворедима за улице ужих габарита. Једноставно се одржава, а мирисним цветовима мелиорише окружење. Једноставна је за одржавање.
Као медоносна врста врло је продуктивна. Дневни принос је до 6 kg меда по кошници, на 1 ha површине укупно до 300 kg меда. Мед жешље је таман и ароматичан.
У шумарству се користи као подстојна врста у заштитним појасима и културама.
Сок садржи одређену количину шећера и може се употребити као пиће, или се концентрише у сируп кувањем. Сируп се користи као заслађивач у многим намирницама. Концентрација шећера знатно је нижа него код шећерног јавора (A. saccharum). Стабло дрвета се засеца у рано пролеће, лучење сока је интензивније у топлим сунчаним данима после мраза. Најбољи сок је из подручја са хладним зимама са континенталном климом. Кувано семе је јестиво

## Размножавање
Генеративно размножавање — Семе се сеје у октобру-новембру, одмах после сакупљања, или се после вишедневног влажења водом остави на стратификовање 4-5 месеци, па се сеје у априлу. По дужном метру треба посејати око 5-6 g, на дубину око 4 cm. Не размножава се вегетативним методама, а као подлога за украсне сорте Acer palmatum показла је слабо срастање.

## Галерија
- Жешља
- Листови и плод жешље
- Плод жешље
- Жешља